# Тамбовский симфонический оркестр
Тамбовский симфонический оркестр — симфонический оркестр классической музыки Тамбовского областного государственного автономного учреждения культуры "Тамбовконцерт", работающий в Тамбове с 1997 года.

## История
В 1997 году был основан Тамбовский симфонический оркестр. За небольшой период этот оркестр стал одним из значимых творческих коллективов города и области. Ядром симфонического оркестра стал Камерный оркестр, который был организован в 1975 году Ю.П. Поповым, а в 1994 году его возглавил Александр Пауткин. Народный артист России В.К. Мержанов, ректор Тамбовского государственного музыкально-педагогического института А.С. Базиков, первый мэр города Тамбова В.Н. Коваль и начальник регионального управления культуры А.Н. Кузнецов стали инициаторами и авторами создания коллектива. С 2000 коллектив входит в состав государственного учреждения «Тамбовконцерт». В репертуаре инструментальные концерты, симфонии, оперы, пьесы зарубежных и русских композиторов.
Самым первым главным дирижером и художественным руководителем в 1997 году стал музыкант Дмитрий Васильев, Александр Пауткин был дирижером и концертмейстером оркестра, Михаил Кустов возглавил группу виолончелей и был ведущим симфонических концертных программ. Васильев за незначительный отрезок времени вместе с коллективом музыкантов сумел добиться ярких творческих успехов. Симфонический оркестр стал участником Международных фестивалей имени С. В. Рахманинова в 2001 и 2002 годах, с 1999 по 2001 годы коллектив принимал участие в фестивалях «Музыканты Тамбова», в 2002 году был удостоен гранта Президента Российской Федерации.
В 2005 году главным дирижёром оркестра становится лауреат международных конкурсов Виктор Куликов. С коллективом начинают сотрудничать известные музыканты, организована большая концертная деятельность, в том числе гастрольные туры. В 2008 году было проведено несколько концертов в Испании под управлением народного артиста России – Фуата Мансурова.
В 2011 году художественным руководителем становится лауреат международных конкурсов Михаил Леонтьев. С этого момента было налажено тесное сотрудничество с Тамбовским камерным хором имени С.В. Рахманинова.
С 2016 года управление оркестром было возложено на Романа Сергеевича Петрова и главного приглашённого дирижёра Заслуженного деятеля искусств Мордовии Сергея Яковлевича Кисса. Было налажено сотрудничество с труппой Тамбовского драматического театра. В рамках абонементов 2016–2017 года с оркестром выступали Илья Каштан (фагот, Москва), Александр Маслов (фортепиано, Санкт-Петербург), дирижеры Клаус Бауэр (Германия), Павел Кушнир (фортепиано, Курск), Константин Барков (Липецк), Эдуард Дядюра (Москва), Дмитрий Филатов (Белгород).
С 2021 года Тамбовский симфонический оркестр прекратил свое существование. Закрытие состоялось 22 июня 2021 года на сцене учебного театра ТГУЗ.

## Артисты оркестра
- Александр Пауткин - Заслуженный артист России (скрипка).
- Михаил Кустов - Заслуженный артист России (виолончель).
- Марина Миронова (скрипка),
- Анна Тафинцева (скрипка),
- Жанна Карпенко (альт),
- Елена Корчуганова (виолончель),
- Юлиана Огородникова (флейта),
- Олеся Пачина (ударные),
- Юрий Сергин - заслуженный работник культуры Российской Федерации (валторна),
- Вадим Галушка (фортепиано),
- Сергей Мамонтов (контрабас),
- Илья Анисимов (тромбон),
- Дмитрий Чернов (кларнет),
- Руслан Аксёнов (труба),
- Денис Сапельников (гобой),
- Александр Еремцов (фагот).